# PCMTD2
PCMTD2 (англ. Protein-L-isoaspartate (D-aspartate) O-methyltransferase domain containing 2) – білок, який кодується однойменним геном, розташованим у людей на довгому плечі 20-ї хромосоми. Довжина поліпептидного ланцюга білка становить 361 амінокислоту, а молекулярна маса — 41 072.
| 10         |  | 20         |  | 30         |  | 40         |  | 50         |
| ---------- |  | ---------- |  | ---------- |  | ---------- |  | ---------- |
| MGGAVSAGED |  | NDELIDNLKE |  | AQYIRTELVE |  | QAFRAIDRAD |  | YYLEEFKENA |
| YKDLAWKHGN |  | IHLSAPCIYS |  | EVMEALDLQP |  | GLSFLNLGSG |  | TGYLSSMVGL |
| ILGPFGVNHG |  | VELHSDVIEY |  | AKQKLDFFIR |  | TSDSFDKFDF |  | CEPSFVTGNC |
| LEISPDCSQY |  | DRVYCGAGVQ |  | KEHEEYMKNL |  | LKVGGILVMP |  | LEEKLTKITR |
| TGPSAWETKK |  | ILAVSFAPLI |  | QPCHSESGKS |  | RLVQLPPVAV |  | RSLQDLARIA |
| IRGTIKKIIH |  | QETVSKNGNG |  | LKNTPRFKRR |  | RVRRRRMETI |  | VFLDKEVFAS |
| RISNPSDDNS |  | CEDLEEERRE |  | EEEKTPPETK |  | PDPPVNFLRQ |  | KVLSLPLPDP |
| LKYYLLYYRE |  | K          |  |            |  |            |  |            |

A: Аланін

C: Цистеїн

D: Аспарагінова кислота

E: Глутамінова кислота

F: Фенілаланін

G: Гліцин

H: Гістидин

I: Ізолейцин

K: Лізин

L: Лейцин

M: Метіонін

N: Аспарагін

P: Пролін

Q: Глутамін

R: Аргінін

S: Серин

T: Треонін

V: Валін

W: Триптофан

Кодований геном білок за функцією належить до ліпопротеїнів. 
Задіяний у такому біологічному процесі, як альтернативний сплайсинг. 
Локалізований у цитоплазмі.